# جون لويس نيلسون
ولد عازف الجاز الأمريكي جون لويس نيلسون المشهور بالأمير روجرز (Prince Rogers) في 29 يوينو/حزيران عام 1916 وتوفي في 25 أغسطس/اب عام 2001. وتعود سبب شهرته أيضًا إلى أنه والد المُغني «برنس Prince» والذي شاركه في تأليف بعض أغانيه.

## حياته ومشواره
ولد جون لويس نيلسون ابن كاري (جانكنز) وكلارنس نيلسون في لوزيانا، مع أربعة أخوات أخرين، في عام 1948 سافر إلى مينيابوليس ليصبح عازف بيانو، وأتخد من اسم الأمير روجرز أو برنس روجرز اسم شهرة، وانشأ فرقة الأمير روجرز الثلاثية مصاحباً معه عازفين محليين.
حافظ جون لويس نيلسون على علاقته مع فيفين نيلسون على الرغم من اضطراب علاقتهما، انجب منها خمسة اطفال شارون لويس (1940) و«لورنا لويس» (1943 - 2006) و«نورين نيلسون» (1947) و«جون» (1948)), و«دوان» (1959 - 2011).).
في عام 1956 كان لقائه مع «ماتي ديلا شو» (1933 - 2002) في عرض كان يقام في الجانب الشمالي لمينيابوليس، «شو» كانت مغنية جاز طموحة وأصبحت فيما بعد مغنية الفرقة، تزوجها جون وأنجب منها طفلين بالإضافة لأولاده من فيفين، المُغني برنس  (1958 - 2016) - والذي سُمى بذلك الاسم نسبة إلى اسم شهرة أبيه - وابنتهما تيكا إيفين (1960).
عندما فشل جون لويس نيلسون في مشواره الفني عام 1960 ، انفصل الثنائي إلى أن جعلوا الانفصال رسمي عام 1966.
توفي جون لويس نيلسون في 25 أغسطس/آب عام 2002 عن عُمر يُناهز 85 عام في منزله في تشانهييسن مينيسونا، في هذا العام أهدى «برنس» أغنية جوني ميتشيل (A Case of U) لأبيه.

## أطفاله
- شارون لويس نيلسون (1940)
- لورنا لويس نيلسون (1943 - 2006)
- نورين نيلسون (1947)
- جون نيلسون (1948)
- برنس روجرز نيلسون (1958 - 2016)
- دوان جوزيف نيلسون (1959 - 2011)
- تيكا إيفين نيلسون (1960)

## أعماله مع برنس
كتب جون لويس نيلسون (أو شارك في تأليف) العديد من الموسيقى التي ألطقها برنس في 1980
نُسبت منظمة المُجمتع الأمريكي للمُلحنين والمُؤلفين والناشرين الأعمال الأتية إليه:
- أغنية «Father's Songأغنية الأب» وأغنية «Purple Rain Cues - عظة المطر الأروجواني» من فيلم المطر الأرجواني - Purple Rain عام 1948
- أغنية «Computer Blue-الكوميبوتر الأزرق» من فيلم وألبوم المطر الأرجواني Purple Rain
- أغنية «Around the World in a Day حول العالم في يوم واحد» وأغنية«The Ladder السلم» من ألبوم Around the World in a Day حول العالم في يوم واحد عام 1985
- أغنية «Christopher Tracy's Parade موكب كريستوفر تريسي» وأغنية«Under the Cherry Moon تحت القمر الكرزي» من ألبوم Parade موكب عام 1986
- أغنية "Under the Cherry Moon Cues" الغظة تحت القمر الكرزي من فيلم Under the Cherry Moon تحت القمر الكرزي
- أغنية «Scandalous فاضح» من ألبوم وفيلم Batman بات مان عام 1989

## روابط خارجية
- جون لويس نيلسون على موقع IMDb (الإنجليزية)
- جون لويس نيلسون على موقع ميوزك برينز (الإنجليزية)
- جون لويس نيلسون على موقع ديسكوغز (الإنجليزية)